# IRAS
Infrared Astronomical Satellite (IRAS) – pierwszy sztuczny satelita zbudowany specjalnie do badań promieniowania podczerwonego. Była to wspólna misja amerykańskiej agencji NASA, Wielkiej Brytanii i Holandii.
Budowa satelity rozpoczęła się w 1977 roku. Z USA dostarczono teleskop podczerwieni (Jet Propulsion Laboratory w Pasadenie), z Wielkiej Brytanii uzyskano wyposażenie do kierowania lotem satelity (Rutherford and Appleton Laboratory). Wytwórnia Fokker i konsorcjum ICIRAS zajmowały się budową struktury obiektu i podzespołów.
Satelita został wystrzelony 25 stycznia 1983 roku. Jego zadaniem było badanie i przegląd prawie całego nieba w czterech zakresach średniej i dalekiej podczerwieni. Pracował na falach o długości 12, 25, 60 i 100 μm. IRAS dokonał przeglądu 96% powierzchni nieba za pomocą teleskopu o średnicy 60 cm. Dla zminimalizowania tła podczerwonego, którego źródłem był sam satelita, cały teleskop schłodzony był ciekłym helem do temperatury 2,5 kelwina. Zapas helu wyczerpał się 21 listopada 1983 (miesiąc wcześniej niż oczekiwano) i oznaczało to koniec misji.
Informacje przekazywane z IRAS-a odbierano dwa razy na dobę w Laboratorium Rutherforda-Appletona w Wielkiej Brytanii. Stamtąd też kierowano rozkazy, określające zadania obserwacyjne satelity na każde następne 12 godzin. Ostatecznie opracowanie informacji zebranych przez IRAS wykonane zostało w Jet Propulsion Laboratory w Kalifornii.
Satelita działał na orbicie biegunowej odległej o ok. 900 km od Ziemi i wykazującej precesję o szybkości 360 stopni na rok. W ten sposób IRAS krążył stale nad terminatorem Ziemi, a jego teleskop omiatał niebo w kierunku prostopadłym do linii łączącej Ziemię ze Słońcem. Wystarczyło mniej więcej sześć miesięcy, by przejrzana została cała sfera niebieska.  Dzięki udanym badaniom odkryto kilkaset tysięcy źródeł promieniowania podczerwonego, kilkadziesiąt tysięcy galaktyk, dysk pyłowy wokół Wegi (alfa Lyrae), 6 komet (m.in. kometę IRAS-Araki-Alcock, 1983f, 1983j, 1983k i 1983o), 4 planetoidy (m.in. (3728) IRAS i (3200) Phaethon) oraz wiele gwiazd i protogwiazd.